# Nils Lilliecreutz
Nils Lilliecreutz, född 16 januari 1661 i Ösmo församling, död 10 mars 1737, var en svensk ämbetsman.

## Biografi
Nils Lilliecreutz föddes 1661 på Ösmo prästgård i Ösmo församling. Han var son till kyrkoherden Olaus Laurentii Welt och Maria Malmander. Lilliecreutz blev 25 januari 1673 student vid Uppsala universitet och 1682 auskultant i Svea hovrätt. Han blev senare vice landssekreterare i Uppsala län och landssekreterare i Gotlands län. Lilliecreutz var notarie i reduktionskommissionen och var från 1691 till 1695 landssekreterare i Södermanlands län. Han blev 2 augusti 1695 assessor i Göta hovrätt och adlades 14 december 1698 till Lilliecreutz. Lilliecreutz introducerades 1701 i Sveriges Riddarhus som nummer 1379 och blev 5 juni 1708 vice president i Göta hovrätt, avsked 29 mars 1733. Han fick 24 april 1733 titeln landshövding och blev 20 oktober 1735 friherre Lilliecreutz. Lilliecreutz avled 1737 och begravdes i Bottnaryds kyrka där hans epitafium och vapen sattes upp. Den friherrliga ätten Lilliecreutz introducerades 1746 i Sveriges Riddarhus av sonen Carl Axel Lilliecreutz som nummer 215.

### Egendom
Lilliecreutz ägde gården Gunillaberg i Bottnaryds socken.

### Familj
Lilliecreutz gifte sig 1690 med Christina Maria Schiller (1663–1737), dotter av häradshövdingen Magnus Danielsson Schiller och Christina Maria Trost. De fick tillsammans barnen Christina Maria Lilliecreutz (1691–1755) som var gift med landshövdingen Nils Silfverskiöld, kaptenen Magnus Lilliecreutz (1692–1716), Nils Lilliecreutz (1693–1696), Anna Margareta Lilliecreutz (1696–1771) som var gift med assessorn Henrik van Lindt, assessorn Peter Brouwer och riksrådet Gabriel von Seth, lagmannen Carl Axel Lilliecreutz (1698–1760), landshövdingen Nils Lilliecreutz (1700–1764) och Hedvig Ulrika Lilliecreutz (1701–1788) som var gift med landshövdingen Carl Gustaf Silversparre.